# Plan CATCH Catalysts for Charleroi
Le Plan CATCH – Catalysts For Charleroi est un plan d'accélération pour une croissance de l'emploi dans la région de Charleroi Métropole. 
C'est à la suite de l'annonce de Caterpillar, le 10 novembre 2016, de la fermeture de son site de production de Gosselies, qu’un groupe d’experts a été mandaté par le Gouvernement Wallon afin de définir ces axes d’accélération et de développement dans la Région de Charleroi au départ du Plateau Nord de Gosselies. Il en a résulté le Plan CATCH – Catalysts For Charleroi – mis en œuvre par la start-up d’utilité publique Delivery Unit CATCH. 

## Projet
« Le plan CATCH est né de cette volonté et est inspiré d'efforts de reconversion similaires dans la Province du Limbourg à la suite de la fermeture de Ford Genk. Les projets repris dans le plan CATCH s'inscrivent de manière transversale dans l'action du Gouvernement Wallon et dépassent largement la reconversion du site de Caterpillar pour embrasser des projets sur l'ensemble du territoire de Charleroi Métropole. La mise en œuvre du plan CATCH repose sur une équipe dédiée (la Delivery Unit) qui assure pendant une durée maximale de 3 ans (juin 2017-juin 2020) que les différents chantiers soient mis sur les rails. »
15 projets, fruits d’intenses concertations et échanges avec nombre d’acteurs du domaine économique et social de la région, sont répartis sur 4 secteurs essentiels pour l’économie de Charleroi.
Depuis la fin de la mission du plan CATCH en juin 2020, Sambrinvest, structure accompagnant les projets des PME de la région Charleroi Sud-Hainaut, entend poursuivre les mêmes objectifs.  

## 4 secteurs
- Advanced Manufacturing : Concerne l’industrie manufacturière de pointe. Les chantiers entrepris se rattachent en priorité à l’innovation dans l’industrie et le développement de l’activité de maintenance dans l’aviation. Depuis plusieurs années, le paysage industriel de Charleroi s’illustre dans l’aéronautique (Sonaca, SABCA) et l’électronique (Alstom,Thales Alenia Space Belgium, AGC Europe). Le Plan CATCH entend dynamiser l’innovation chez ces entreprises et favoriser les nouveaux partenariats[3].

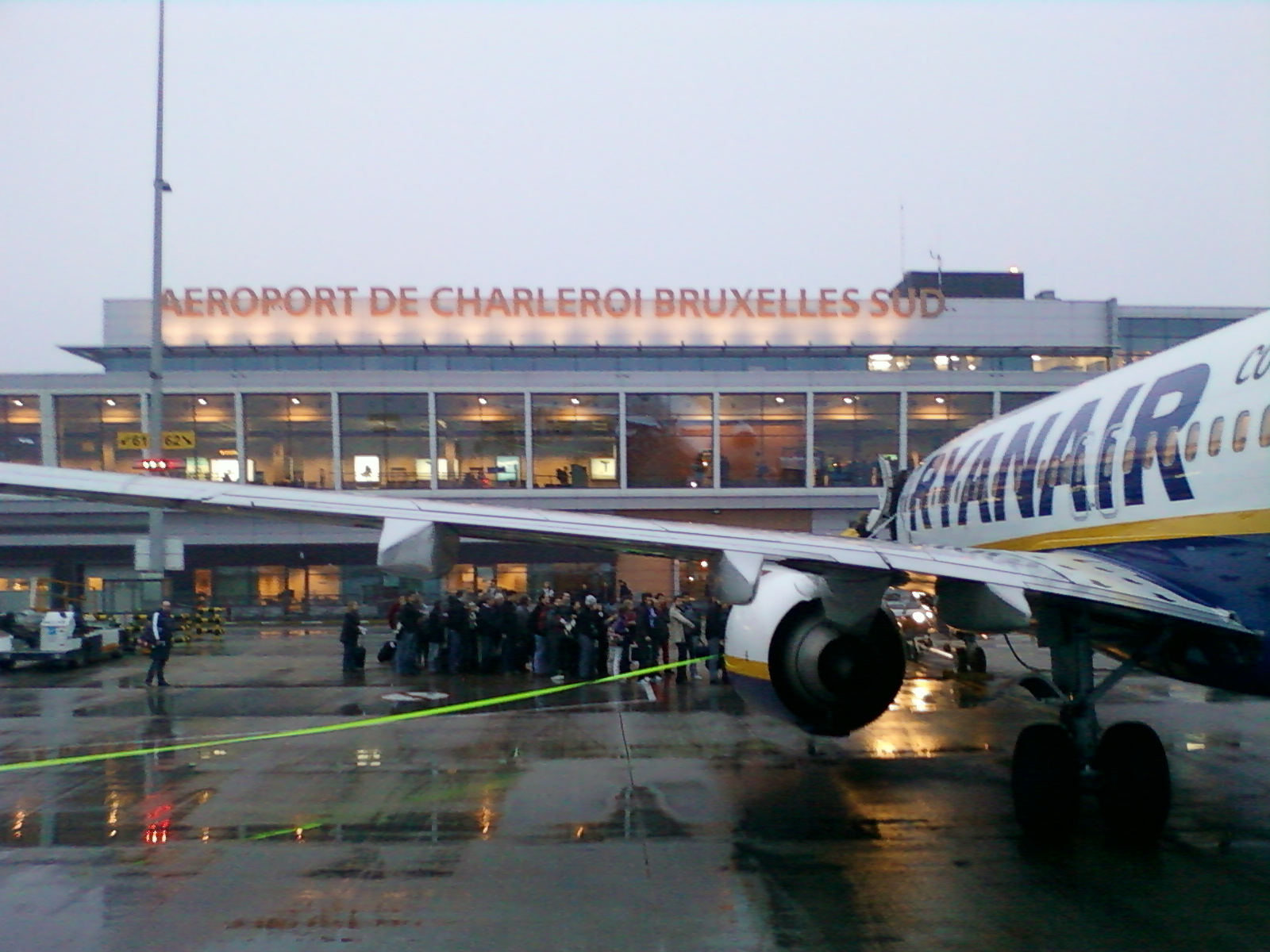
Vue générale de l'aéroport de Charleroi

- Vue générale de l'aéroport de CharleroiAirport & Logistics : Les transports et la logistique. Charleroi, de par sa position centrale, joue un rôle-clé dans le domaine des transports et de la logistique et son aéroport s’est considérablement développé. Le Plan CATCH compte soutenir la croissance de l’aéroport (BSCA, Brussels South Charleroi Airport), bien au-delà de la région, attirer de nouveaux acteurs du secteur et développer des activités logistiques de pointe, notamment dans le biopharmaceutique[4].
- Health & Bio : Les industries du vivant. Le Biopark de Charleroi, créé en 1999 par l’Université Libre de Bruxelles, regroupe près de 50 entreprises de pointe, trois instituts de recherche, ou encore un incubateur en parallèle à deux hôpitaux et différents acteurs dans le domaine pharmaceutique. Connaissant une croissance considérable depuis plusieurs années, sa dénomination est plus communément celle de Brussels South Charleroi BioPark. Ce véritable écosystème scientifique et économique compte, en 2020, une septantaine d'acteurs des secteurs de la biotechnologie et la biopharmacie[5]. Une nouvelle structure depuis janvier 2019, Biopark Dev, anciennement l'i-Tech Incubator, est dédiée spécifiquement à son développement.  Le Plan Catch désire continuer à favoriser la croissance du BioPark, développer les connexions autour des deux hôpitaux présents et positionner Charleroi dans le domaine de l’e-santé grâce au développement du RSW (Réseau Santé Wallon).

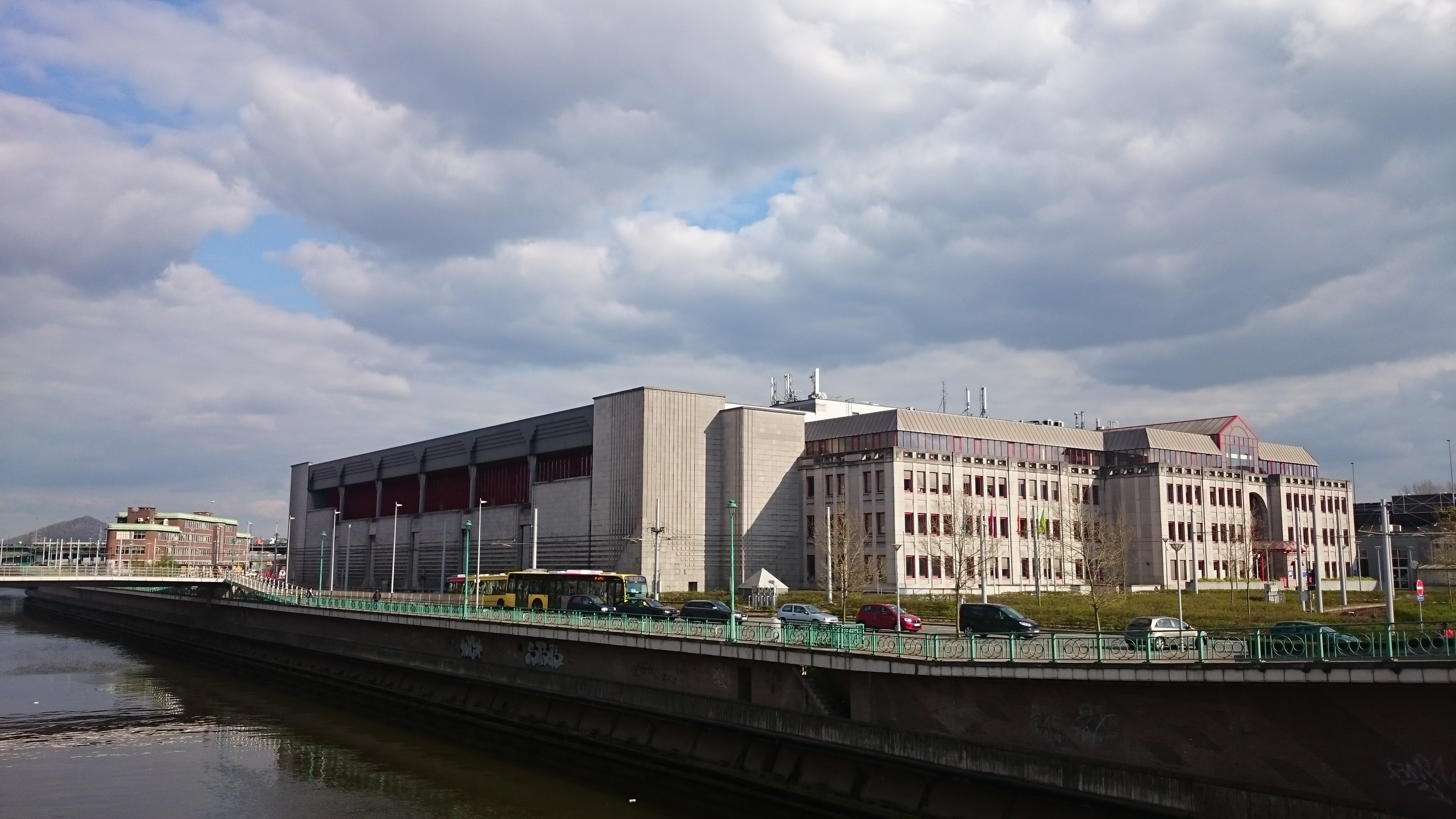
L'ancien tri postal de Charleroi appelé à devenir un pôle digital, numérique et industriel.

- L'ancien tri postal de Charleroi appelé à devenir un pôle digital, numérique et industriel.Creative & Digital : Les secteurs se situant entre le créatif et le digital. Charleroi est un creuset pour la BD avec Dupuis et la fameuse école de Marcinelle, style né dans les années 40. Aujourd’hui, Charleroi accueille de nombreux graphistes, créateurs de jeux vidéo et startups digitales. Le Plan CATCH ambitionne de faire du centre-ville de Charleroi un vrai centre digital en accroissant l’offre en matière de formation[6]. L’un des exemples de cet essor est la transformation du bâtiment de l’ancien tri postal, près de la gare de Charleroi, en pôle digital, numérique et industriel[7],[8],[9].

## Perspectives d'emploi
L’objectif premier du Plan CATCH est de créer 6 000 à 8 000 emplois directs dans l’entité Charleroi Métropole d’ici 2025, et 2 000 à 4 000 emplois indirects. Selon le rapport intermédiaire en mai 2019,  il avait permis de créer 4 000 emplois. 
La mission de l’équipe Delivery Unit CATCH voit sa mission se terminer en juin 2020. Mais le Plan CATCH se poursuit[réf. nécessaire].  

## Récompense
Thomas Dermine a reçu, dans le cadre du Plan CATCH, le Prix Bologne-Lemaire désignant le Wallon de l’année en 2018,.